# Cementiri de Perafita
El Cementiri de Perafita és una obra de Perafita (Lluçanès) inclosa a l'Inventari del Patrimoni Arquitectònic de Catalunya.

## Descripció
Recinte rectangular amb murs de pedra exteriors amb porta central amb motllures de pedra. El recinte té dos laterals amb murs de nínxols, que modernament s'han ampliat, coberts amb teulat de teula àrab a una sola vessant decantada cap a l'interior del cementiri. En el mur de tancament oposat a la porta d'entrada hi ha la capella de Sant Crist, d'una sola nau i sense absis, amb la porta rectangular amb llinda de pedra i una petita rosassa sobre la porta. La porta d'entrada al cementiri té a la llinda la data 1853; a sobre de la llinda hi ha una forma quadrada i a sobre d'aquesta i als seus dos costats hi ha petits pinacles acabats en forma arrodonida.